# Naláczy István
Naláczi báró Naláczy István (Nagyenyed, 1770. – Bábolna, 1844. április 26.) földbirtokos.

## Élete
Naláczy Károly (akinek apja, Naláczy József főkormányszéki tanácsos, a bárói címet nyerte) és Feleki Kata fia. Végletekig űzött cinizmussal, rendesen ágyában élt, ahol olvasott. Ha útról jött és olvasmányát nem fejezte be, szekerével együtt magát is a kocsiszínbe tolatta. Különben tanult, eszes ember volt és a marosmenti Bábolnán élt. Az olvasáson kívül egyetlen szenvedélye a gúnyversek irogatása volt és ezekben megcsipkedte kora minden szereplő emberét. A feleségét (báró Balintith Ilonát) sem kímélte, akiről cinikus síriratot készített. Vendégszeretete páratlan volt. Vasárnaponként a vidék minden katonatisztjét vendégül látta. Halálával a bárói ág kihalt.
Költeménye az erdélyi Múzeumban (III. 1815.).

## Munkái
- Nagy erdélyi fejedelemség gubernátora groff Bánffy György, udvari cancelláriussa groff Teleki Sámuel, fő kincstartója groff Háller Gábor halhatatlan érdemű urak, ő excellentiájoknak el nem felejthető, nagy kegyelmű áldott urainknak hazánk volt erőss oszlopainak. Hármas gyász örök emlékezetére. Apotheosis. Hely és év n. (Költemény).
- Gubernator groff Bánffy György hütös társának groff Pálm Joséfa nem felejthető áldott emlékezetére. (Kolozsvár), év n. (Költ.).

Egy költeményét: Az aranyos és mellyéki fő király birájának gróff Thoroczkay Pál urnak ajánlva aug. 28. 1812. Kanyaró F. közölte az Aranyosvidékben (1894. 50. sz.).